# Newportia pelaezi
Newportia pelaezi är en mångfotingart som beskrevs av Chamberlin 1942. Newportia pelaezi ingår i släktet Newportia och familjen Scolopocryptopidae. Inga underarter finns listade i Catalogue of Life.